# Immediatum
Een immediatum is in de Katholieke Kerk een rechtsgebied (een aartsbisdom, bisdom, prelatuur of  vicariaat) dat onder rechtstreeks gezag van de Heilige Stoel staat. Meestal maakt een kerkelijk rechtsgebied deel uit van een kerkprovincie. Vooral missiegebieden zijn immediata.
Een bijzondere vorm van een immediatum is het militair ordinariaat. Dit betreft zielzorg voor gelegerden. Bijna ieder land heeft een militair ordinariaat, met aan het hoofd een bisschop.